# No, No, Nanette (1930)
No, No, Nanette é um filme de comédia musical produzido nos Estados Unidos, dirigido por Clarence G. Badger e lançado em 1930. É uma adaptação da peça homônima de Otto A. Harbach e Frank Mandel.